# 第二次ガルベストンの戦い
第二次ガルベストンの戦い（だいにじガルベストンのたたかい、英:Second Battle of Galveston、通常は単にガルベストンの戦いと呼ばれる）は、南北戦争中1863年1月1日にテキサス州ガルベストンで起こった戦闘である。南軍ジョン・マグルーダーがガルベストンを占領していた北軍を攻撃し追い出した。
この戦い以前の1862年10月4日に、第一次ガルベストンの戦いが起きており、北軍がガルベストン市を占領してガルベストン港の封鎖に成功していた。

## 戦闘
北軍はマサチューセッツ州からの3個中隊260名とガルベストン湾に浮かぶ7隻の艦船からなっていた。1863年1月1日夜明けに南軍は攻撃を試みたが、海軍の大砲に支援された防御の堅い敵軍を見て1時間後には撤退を強いられた。
その直後に南軍の砲艦バイユー・シティとネプチューンが到着した。ネプチューンは直ぐに航行不能になったが、バイユー・シティは北軍のカッター船ハリエット・レインの捕獲に成功した。
この間に北軍のウェストフィールドが砂洲に座礁してしまい、逃亡できなくなった。マグルーダーが3時間の休戦を呼びかけたが北軍の艦隊司令官ウィリアム・B・レンショーは交渉の提案を無視し、ウェストフィールドが敵の手に落ちるよりもそれを破壊する道を選んだ。
レンショーと数人の北軍兵がウェストフィールドに爆薬を仕掛けたが、その爆発が早すぎたために死亡した。陸の北軍は味方の艦船が降伏すると考えて、自分達も降伏を選んだ。残っていた北軍の艦船は実際には降伏せず、北軍が支配しているニューオーリンズに撤退した。

## 結果
北軍のガルベストン港封鎖は一時的に10日間中断され、ガルベストン市は南北戦争の残り期間、南軍の支配下に残った。